# غواص الحصى
غواص الحصى (الاسم العلمي: Scytalina cerdale)، نوع من الأسماك البحرية من رتبة الفرخيات، وهو النوع الوحيد في جنس Scytalina وفصيلة Scytalinidae. أعطانها شمال المحيط الهادي.